# Focus Theatre
Le Focus Theatre est un petit théâtre de Dublin fondé en 1967 par Deirdre O'Connell et son mari Luke Kelly. La première représentation eut lieu le 29 septembre 1967 avec Play With a Tiger de Doris Lessing.
S'inspirant de Stanislavski pour la formation des acteurs et metteurs en scène, le Focus Theatre a aussi produit des classiques du théâtre européen et mondial.
Parmi les acteurs ayant été associés au Focus Theatre, on peut citer : Gabriel Byrne, Sabina Coyne (femme du président irlandais Michael D. Higgins), Olwen Fouéré, Tom Hickey, Bosco Hogan (en) et Gerard McSorley. Quant aux dramaturges associés, on peut citer Brian McAvera, Elizabeth Moynihan, Jimmy Murphy, Aidan Harney et Isobel Mahon.

## Source de la traduction
- (en) Cet article est partiellement ou en totalité issu de l’article de Wikipédia en anglais intitulé « Focus Theatre » (voir la liste des auteurs).